# Annie Edson Taylor
Pour les articles homonymes, voir Taylor.
Annie Edson Taylor, née le 24 octobre 1838 à Auburn (État de New York) et morte le 29 avril 1921 à Lockport (État de New York), est une institutrice et aventurière américaine. 
Le 24 octobre 1901, le jour de ses 63 ans, elle devient la première personne à survivre à la descente des chutes du Niagara dans un tonneau en bois.

## Biographie
Aventurière et casse-cou, Annie Edson Taylor naît le 24 octobre 1838 à Auburn (État de New York). En grandissant, Taylor aime lire des livres et jouer dehors. Elle étudie pour devenir enseignante, et épouse David Taylor à l'âge de 17 ans. Après sept ans de mariage, elle perd son mari, mortellement blessé lors de la guerre de Sécession.
Finalement, elle se retrouve à Bay City, Michigan où elle espérait devenir professeure de danse. Comme il n'y avait pas d'école de danse à Bay City à l'époque, Taylor ouvre la sienne. Elle s'installe à Sault Sainte-Marie (Michigan) en 1900 pour enseigner la musique. De là, elle se rend à San Antonio, Texas, puis elle et un ami vont à Mexico pour trouver du travail. Sans succès, elle retourne à Bay City.

## Chutes du Niagara

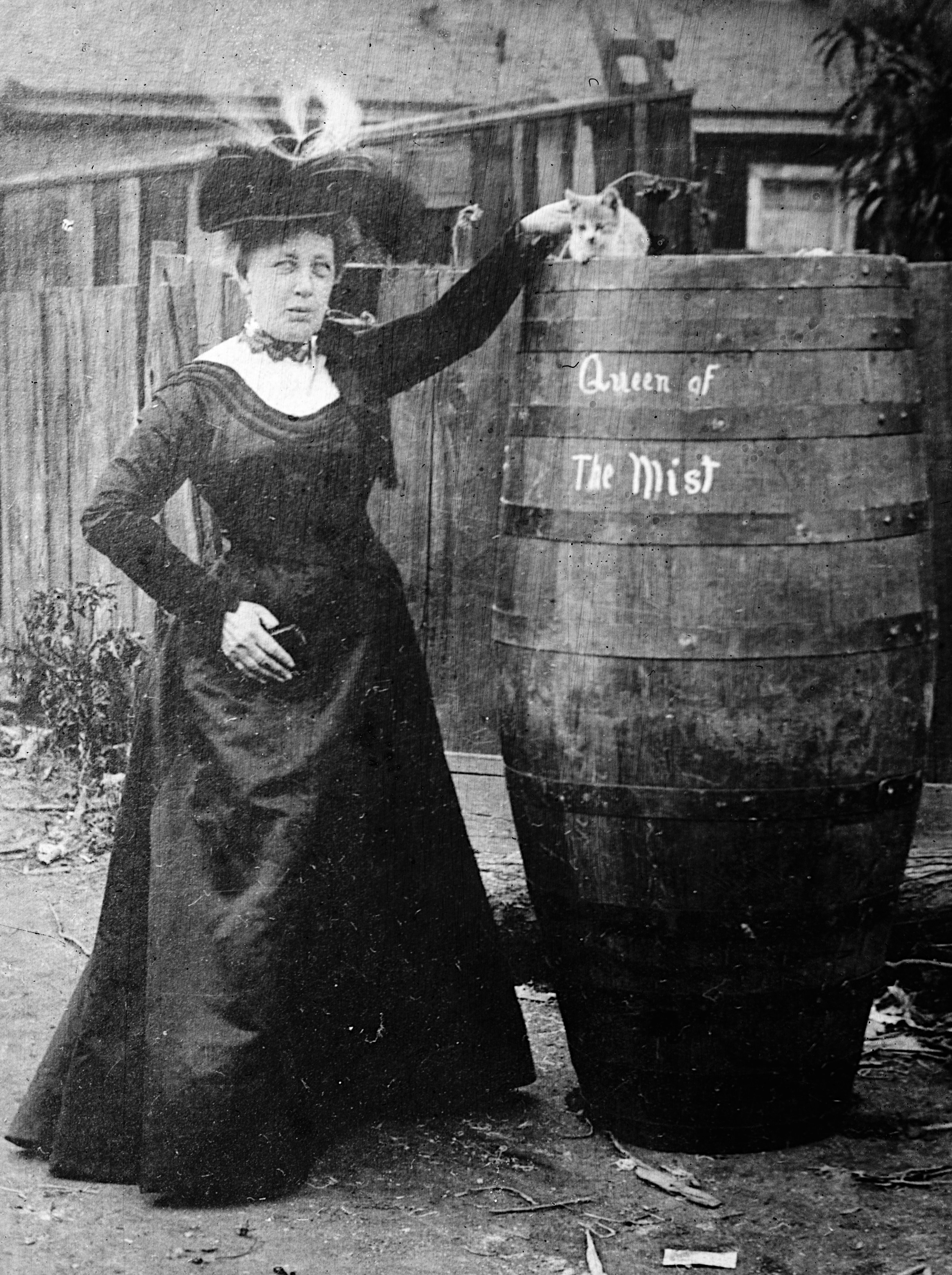
« La Reine de la Brume » posant avec son tonneau et son chat.

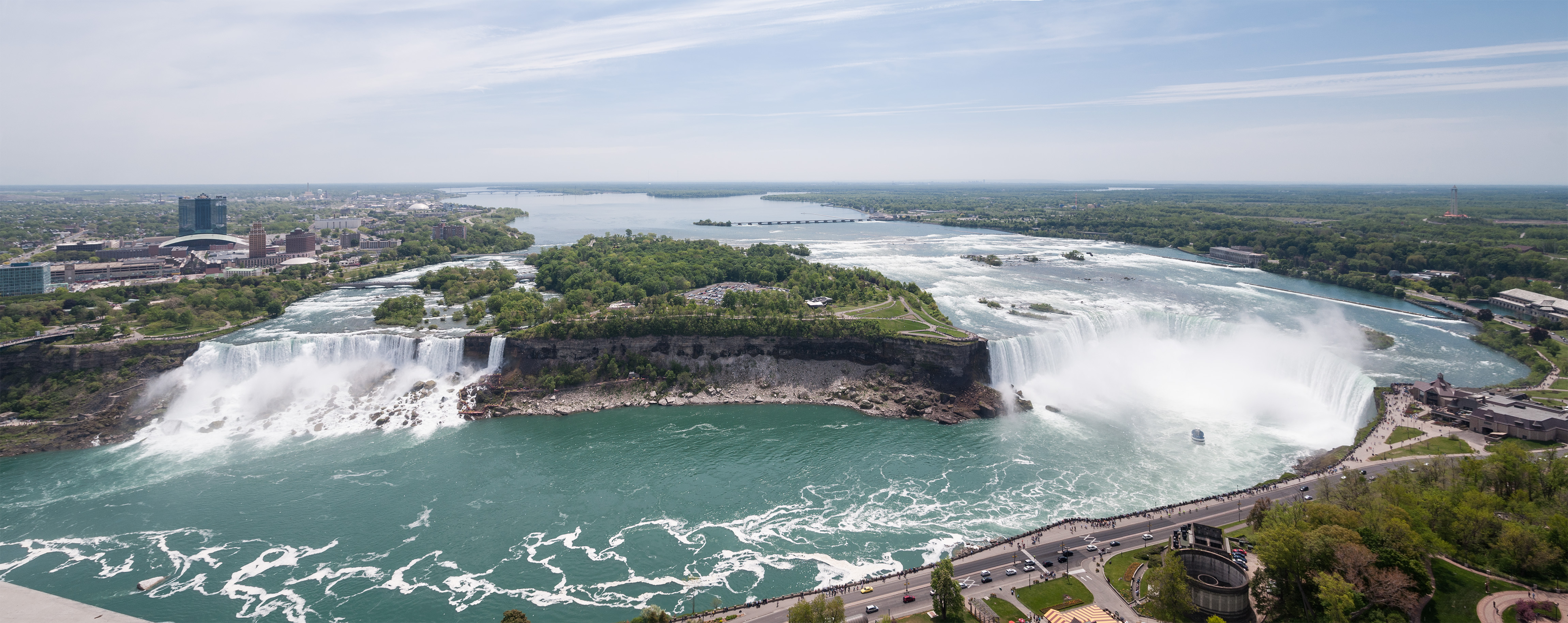
Les chutes du Niagara en 2009.

Désireuse de sécuriser financièrement ses dernières années et d'éviter la pauvreté, elle décide qu'elle serait la première personne à traverser les chutes du Niagara dans un tonneau de bois,. Taylor utilise un tonneau fabriqué sur mesure pour son voyage, fait de chêne et de fer et rembourré d'un matelas.
Le lancement du tonneau est plusieurs fois retardé, notamment parce que personne ne voulait être associé à un suicide potentiel. Deux jours avant la tentative de Taylor, un chat est envoyé dans les chutes Horseshoe dans son tonneau pour tester sa résistance et voir si le tonneau allait se briser ou non. Contrairement aux rumeurs de l'époque, le chat survit au plongeon et dix-sept minutes plus tard, après qu'on l'eut trouvé avec une tête qui saignait, il posa avec Taylor sur des photos.
Le 24 octobre 1901, pour fêter ses 63 ans, plusieurs milliers de personnes viennent voir Taylor face à la hauteur des chutes. Son exploit fit d'elle la première personne à descendre avec succès les chutes du Niagara dans un tonneau en bois. Pour cette occasion, elle embaucha un agent afin de promouvoir son acte spectaculaire. Le périple en lui-même prit moins de vingt minutes, et les secouristes purent rejoindre son baril peu de temps après le plongeon, mais il fallut un certain temps pour pouvoir ouvrir le baril. Taylor en sortit indemne, abstraction faite d'une petite entaille à la tête. Après le voyage, Taylor déclara à la presse :

« Si c'était avec mon dernier souffle, je mettrais n'importe qui en garde contre la tentative de cet exploit... Je préférerais marcher jusqu'à la bouche d'un canon, sachant qu'il allait me faire exploser en morceaux plutôt que de faire un autre voyage par les chutes. (If it was with my dying breath, I would caution anyone against attempting the feat ... I would sooner walk up to the mouth of a cannon, knowing it was going to blow me to pieces than make another trip over the Fall.) »

Son audace lui apporta l'attention des médias, mais pas les richesses qu'elle avait espérées. Son agent détourna tout l'argent qu'elle avait gagné pour réaliser la cascade et Taylor vécut dans la pauvreté jusqu'à sa mort le 30 avril 1921 à Lockport dans l'État de New York. Elle avait 82 ans.
Elle rédige son autobiographie : (en) Anna Edson Taylor, The Autobiography of Anna Edson Taylor, Invalids' Hotel, 1909, 12 p. (lire en ligne)

## Dans la culture

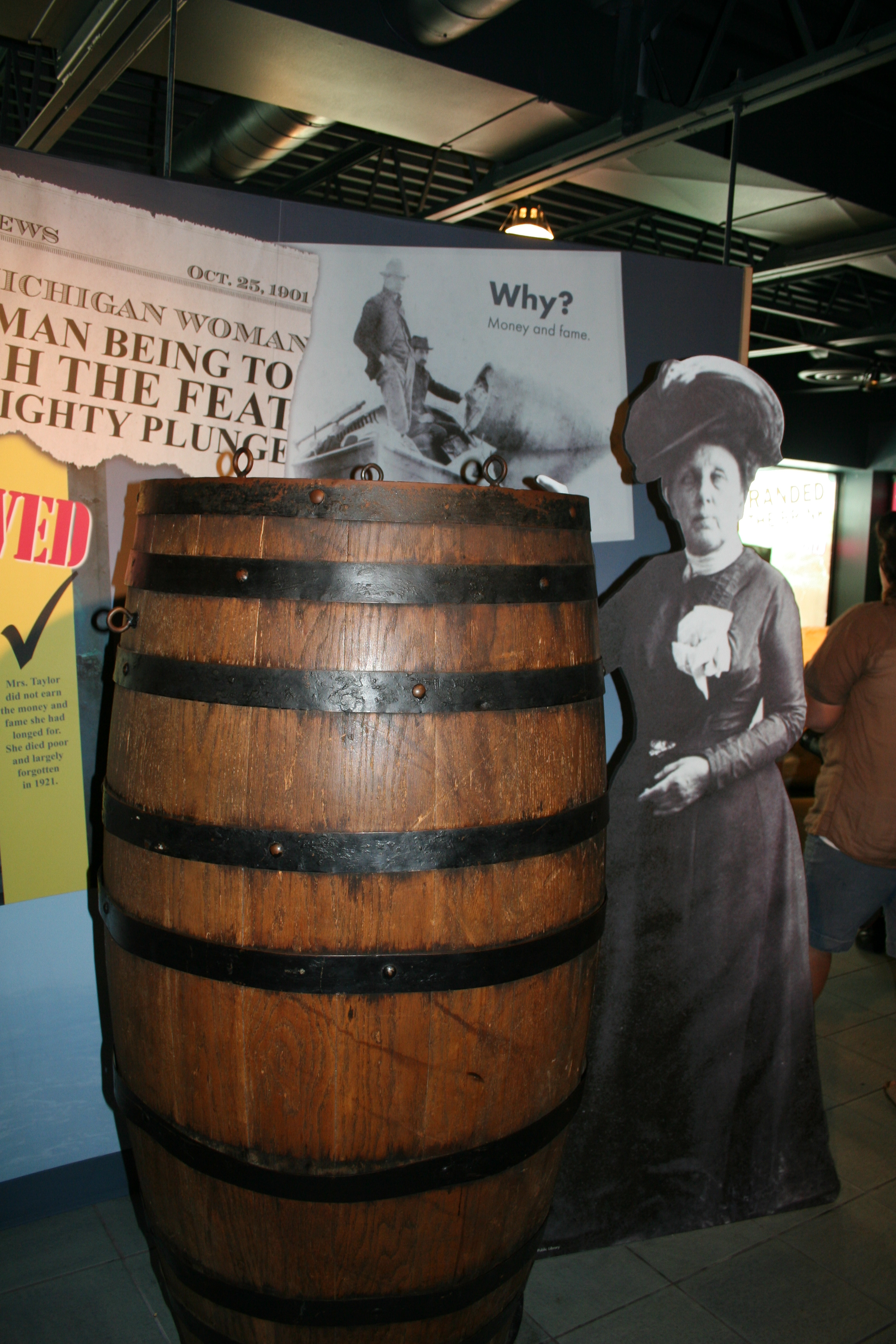
Réplique du tonneau de Taylor à l'Imax.

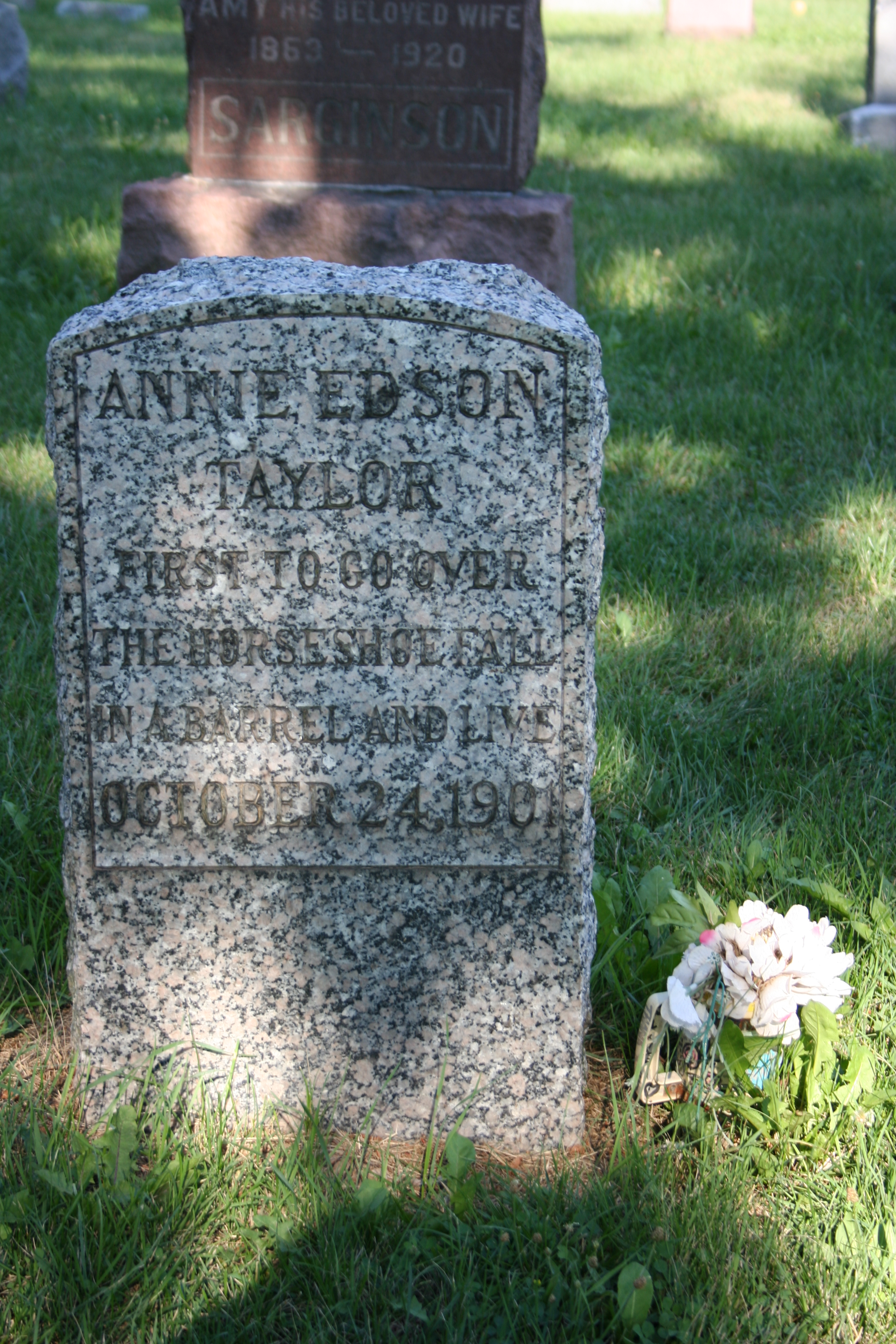
La pierre tombale d'Annie Edson Taylor, Niagara Falls (Chutes du Niagara), New York.

- Le personnage d'Annie Taylor apparaît dans le film IMAX Niagara : Miracles, mythes et magie[9].
- Emma Donoghue a écrit une nouvelle sur la descente de Taylor[10].
- Legends of the Hidden Temple a un épisode intitulé The Heart-Shaped Pillow of Annie Taylor.
- Le compositeur Michael John LaChiusa a écrit une comédie musicale, Queen of the Mist , basée sur la vie de Taylor. Il a été créé par Transport Group à New York le 18 octobre 2011 et a mis en vedette Taylor[11].
- L'histoire de Taylor a inspiré l'intrigue de l'épisode Barrel Bear de l'émission de télévision Wonderfalls.
- Chris Van Allsburg a publié un livre pour enfant Queen of the Falls à propos de Annie Edson Taylor. Il est disponible en français sous le titre La Reine du Niagara aux éditions L'École des loisirs[12].
- Nancy Kelly Allen a publié un livre pour enfants en 2013 intitulé Barreling Over Niagara Falls[13].
- Annie est représentée à Niagara Falls State Park par Kathleen Ordiway lors de la tournée Encounter Niagara.
- Dans l'épisode 1 de la saison 7 ( Murdoch Ahoy) de la série télévisée Les Enquêtes de Murdoch, Annie (Jillian Cook) est à Toronto pour un discours, au poste de police accusant son directeur (Joel Rinzler) d'avoir volé son baril.
- Son histoire apparaît aussi dans Niagara Falls Daredevil, Accidental Nuclear Bomb, Railroad Heroine, un épisode de Mysteries at the Museum.
- Le poète (John Wall Barger a dépeint Annie Edson Taylor comme la victime de l'héroïne/radiation d'un film fictif dans son poème Tchernobyl 2014.
- Joanne Murray a écrit un long poème narratif, Queen of the Mist, publié par Beacon Press en 1999.
- Elle est également représentée dans un numéro spécial du National Geographic, Conquering Niagara, où le National Geographic' documente toutes les cascades qu'elle a tenté de faire pendant les chutes.
- Dans l'épisode Return of the Technodrome de la série Tortues Ninja, quand le planeur Turtleblimp est sur le point de tomber le long des chutes du Niagara, Raphael dit que si, après tout, ils devaient tomber le long des chutes du Niagara, ils auraient dû le faire dans un baril[14].
- Annie a inspiré les concepteurs du jeu de Rockstar Red Dead Redemption 2 dans leur création du personnage de Désirée Laflamme[15]

### Voir également
- Bobby Leach (en)
- List of objects that have gone over Niagara Falls (en)